# Oxyuranus
Oxyuranus (także jako tajpan) – rodzaj jadowitych węży z rodziny zdradnicowatych (Elapidae).

## Zasięg występowania
Rodzaj obejmuje gatunki występujące w Indonezji, Papui-Nowej Gwinei oraz Australii.  

## Systematyka

### Etymologia
- Oxyuranus: gr. οξυς oxus „ostry, spiczasty”[6]; ουρανος ouranos „podniebienie”[7].
- Parademansia: gr. παρα para „blisko, obok”[8]; rodzaj Demansia J.E. Gray, 1842. Gatunek typowy: Diemenia microlepidota McCoy, 1879.

### Podział systematyczny
Do rodzaju należą następujące gatunki:
- Oxyuranus microlepidotus (McCoy, 1879) – tajpan pustynny
- Oxyuranus scutellatus (Peters, 1867) – tajpan australijski
- Oxyuranus temporalis Doughty, Maryan, Donnellan & Hutchinson, 2007